# Covarrubias
Covarrubias é um município da Espanha na província de Burgos, comunidade autónoma de Castela e Leão, de área  km² com população de 634 habitantes (2007) e densidade populacional de 15,38 hab/km². A localidade é considerada Conjunto Histórico-Artístico.
Situada na comarca de Arlanza e conhecida como berço de Castela, Covarrubias encerra um rico património monumental, entre o qual se destaca a Torre de Fernán González, a única fortaleza castelhana anterior ao século XI que se conserva. Covarrubias faz parte da Rota da Lã do Caminho do Cid. Pela localidade passa também um dos caminhos de Santiago.
A bonita princesa descendente de vikings Cristina da Noruega tem o seu túmulo em Covarrubias. Filha de Haakon IV O Velho da Noruega, casou-se em 1258 com o infante Dom Felipe, irmão do rei Alfonso X. Na igreja desta aldeia castelhana de ares medievais, próximo do seu sarcófago, tem a princesa um sino que assegura o matrimónio a quem o tocar.
Pertence à rede das Aldeias mais bonitas de Espanha.

## Demografia
| Variação demográfica do município entre 1991 e 2004 | Variação demográfica do município entre 1991 e 2004 | Variação demográfica do município entre 1991 e 2004 | Variação demográfica do município entre 1991 e 2004 |
| --------------------------------------------------- | --------------------------------------------------- | --------------------------------------------------- | --------------------------------------------------- |
| 1991                                                | 1996                                                | 2001                                                | 2004                                                |
| 657                                                 | 655                                                 | 618                                                 | 632                                                 |